# Axel Andersson (ishockeyspelare)
Axel Andersson, född 10 februari 2000 i Järna, är en svensk professionell ishockeyback som spelar för Brynäs IF i SHL.

## Klubbar
- San Diego Gulls (2021-2023)
- Djurgårdens IF (2023-2024)
- Brynäs IF (2024-)